# Eishockey-Weltmeisterschaft 1952
Als 19. Eishockey-Weltmeisterschaft und 30. Eishockey-Europameisterschaft gilt das olympische Eishockeyturnier der Olympischen Winterspiele 1952 in Oslo, Norwegen. Es fand vom 15. bis zum 25. Februar statt. Die leistungsschwächeren Mannschaften, die nicht am olympischen Turnier teilnahmen, führten vom 15. bis 22. März in Lüttich/Belgien eine B-Weltmeisterschaft durch.
Durch seinen Turniersieg erhöhte Kanada seine WM-Bilanz auf 15 Weltmeistertitel, Schweden wurde als Bronzemedaillengewinner bereits zum sechsten Mal Europameister. Zum ersten Mal nach dem Zweiten Weltkrieg durfte auch die Bundesrepublik Deutschland an der Weltmeisterschaft teilnehmen.

## Olympisches Eishockeyturnier und A-Weltmeisterschaft
Siehe: Olympisches Eishockeyturnier der Winterspiele 1952

### Abschlussplatzierung der Weltmeisterschaft
| RF | Team             |
| -- | ---------------- |
| 1  | Kanada           |
| 2  | USA              |
| 3  | Schweden         |
| 4  | Tschechoslowakei |
| 5  | Schweiz          |
| 6  | Polen            |
| 7  | Finnland         |
| 8  | BR Deutschland   |
| 9  | Norwegen         |

#### Meistermannschaft
| Weltmeister Kanada | George Abel, John Davies, Billie Dawe, Robert Dickson, Don Gauf, William Gibson, Ralph Hansch, Bob Meyers, David Miller, Eric Paterson, Thomas Pollock, Al Purvis, Gordon Robertson, Louis Secco, Francis Sullivan, Robert „Bob“ Watt |

### Abschlussplatzierung der Europameisterschaft
| RF | Team             |
| -- | ---------------- |
| 1  | Schweden         |
| 2  | Tschechoslowakei |
| 3  | Schweiz          |
| 4  | Polen            |
| 5  | Finnland         |
| 6  | BR Deutschland   |
| 7  | Norwegen         |

#### Meistermannschaft
| Europameister 1952 Schweden | Göte Almqvist, Hans Andersson-Tvilling, Stig Andersson-Tvilling, Åke Andersson, Lars Björn, Göte Blomqvist, Thord Flodqvist, Erik Johansson, Gösta Johansson, Rune Johansson, Sven Johansson, Åke Lassas, Holger Nurmela, Lars Pettersson, Lars Svensson, Sven Thunman, Hans Öberg |

## B-Weltmeisterschaft der Herren (in Lüttich/Belgien)

### Spiele
| 15. März 1952 | Lüttich | Frankreich     | – | Niederlande    |  | 7:3  |
| 16. März 1952 | Lüttich | Belgien        | – | Italien        |  | 1:3  |
| 15. März 1952 | Lüttich | Österreich     | – | Niederlande    |  | 5:5  |
| 17. März 1952 | Lüttich | Belgien        | – | Großbritannien |  | 5:1  |
| 17. März 1952 | Lüttich | Österreich     | – | Italien        |  | 5:1  |
| 18. März 1952 | Lüttich | Großbritannien | – | Niederlande    |  | 8:1  |
| 18. März 1952 | Lüttich | Belgien        | – | Frankreich     |  | 3:3  |
| 19. März 1952 | Lüttich | Italien        | – | Niederlande    |  | 5:3  |
| 20. März 1952 | Lüttich | Großbritannien | – | Frankreich     |  | 10:0 |
| 20. März 1952 | Lüttich | Belgien        | – | Österreich     |  | 7:10 |
| 21. März 1952 | Lüttich | Italien        | – | Frankreich     |  | 14:5 |
| 21. März 1952 | Lüttich | Großbritannien | – | Österreich     |  | 2:1  |
| 22. März 1952 | Lüttich | Österreich     | – | Frankreich     |  | 11:4 |
| 22. März 1952 | Lüttich | Großbritannien | – | Italien        |  | 7:3  |
| 22. März 1952 | Lüttich | Belgien        | – | Niederlande    |  | 1:7  |

### Abschlusstabelle der B-Weltmeisterschaft
| Pl | Mannschaft     | Sp | S | U | N | Tore  | Diff | Pkt. |
| -- | -------------- | -- | - | - | - | ----- | ---- | ---- |
| 1  | Großbritannien | 5  | 4 | 0 | 1 | 28:10 | +18  | 8:2  |
| 2  | Österreich     | 5  | 3 | 1 | 1 | 32:19 | +13  | 7:3  |
| 3  | Italien        | 5  | 3 | 0 | 2 | 26:21 | +5   | 6:4  |
| 4  | Niederlande    | 5  | 1 | 1 | 3 | 19:26 | −7   | 3:7  |
| 5  | Belgien        | 5  | 1 | 1 | 3 | 17:24 | −7   | 3:7  |
| 6  | Frankreich     | 5  | 1 | 1 | 3 | 19:41 | −22  | 3:7  |

B-Weltmeister 1952:
 Großbritannien